# Poncio Pilatos (película)
Poncio Pilatos (en italiano, Ponzio Pilato; en francés, Ponce Pilate) es una película italiana de 1962 dirigida por Gian Paolo Callegari e Irving Rapper, con guion de Oreste Biancoli y actuación de Jean Marais y Jeanne Crain, que interpretaron a los personajes de Poncio Pilatos y su esposa Claudia Prócula, respectivamente.

## Argumento
La trama está basada principalmente en el Evangelio de Juan. La película muestra los hechos de la pasión de Jesús desde el punto de vista de Poncio Pilatos, el procurador romano de Judea que lo condenó a muerte.

## Producción
La película es conocida también como Ponce Pilate (Francia), Pontius Pilate (Gran Bretaña y Estados Unidos) y Pontius Pilatus – Statthalter des Grauens (Alemania).
John Drew Barrymore interpretó a los personajes de Judas Iscariote y Jesús de Nazaret.
Fue filmada en Italia y fue estrenada el 15 de febrero de 1962.

## Elenco
- Jean Marais: Poncio Pilatos
- Jeanne Crain: Claudia Prócula
- Basil Rathbone: Caifás
- Letícia Román: Sara
- John Drew Barrymore: Judas Iscariote, Jesús de Nazaret
- Massimo Serato: Nicodemo
- Riccardo Garrone (actor): Galba
- Livio Lorenzon: Barrabás
- Gianni Garko: Jonathan
- Roger Tréville: Aaron El Mesin
- Carlo Giustini: Decio
- Dante DiPaolo: Simone
- Paul Muller: Mehlik
- Alfredo Varelli: José de Arimatea
- Manuela Ballard: Ester (acreditada como Manoela Ballard)
- Raffaella Carrà: Jessica